# Cinco Esquinas
Cinco Esquinas è un distretto della Costa Rica facente parte del cantone di Tibás, nella provincia di San José.